# Chelonistele lamellulifera
Chelonistele lamellulifera är en orkidéart som beskrevs av Cedric Errol Carr. Chelonistele lamellulifera ingår i släktet Chelonistele och familjen orkidéer. Inga underarter finns listade i Catalogue of Life.